# Вікторівка (Сіверськодонецький район)
Ві́кторівка — село в Україні, у Попаснянській міській громаді Сіверськодонецького району Луганської області. Населення становить 185 осіб.

## Населення
За даними перепису 2001 року населення села становило 185 осіб, з них 88,65% зазначили рідною українську мову, 10,81% — російську, а 0,54% — іншу.